# Calluna vulgaris
Il brugo (Calluna vulgaris (L.) Hull, 1808) è una pianta spontanea appartenente alla famiglia delle Ericacee. È l'unica specie del genere Calluna.
Si tratta di una suffruticosa perenne, che cresce poche decine di centimetri anche in larghezza e in altezza; è una aghifoglia e sempreverde. Talvolta è erroneamente chiamato con il nome di erica selvatica.

## Etimologia
Il nome generico Calluna deriva dalla parola greca καλλύνω (kallýnō), verbo che vuol dire “pulire, spazzare”: infatti un tempo il brugo veniva usato per fare scope. L'epiteto specifico vulgaris deriva dall'aggettivo latino che significa “comune”, “conosciuto da tutti”.
In botanica la denominazione Calluna è stata introdotta nel 1802 ad opera dell'inglese Richard Anthony Salisbury (2 maggio 1761 – 23 marzo 1829).
In Francia questa pianta viene chiamata bruyere commune mentre gli inglesi la chiamano ling, common ling o anche heather; simile all'inglese in svedese è chiamata ljung; per i tedeschi invece è Heidekraut. In Polonia viene chiamata wrzos, da cui deriva il nome del mese di settembre – wrzesień – quando il brugo fiorisce.

## Descrizione

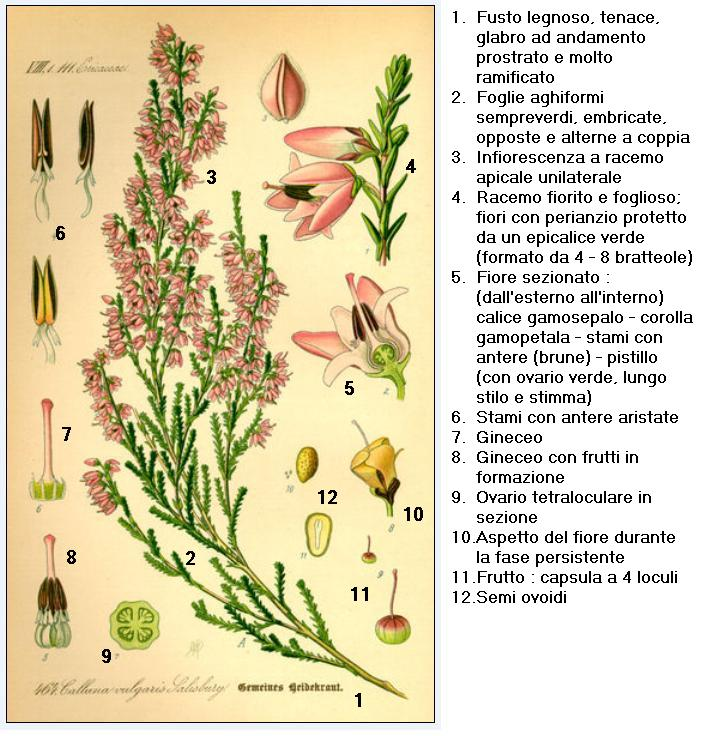
Descrizione delle parti della pianta

L'aspetto della pianta è suffruticoso e cespitoso,  appartiene infatti alla forma biologica camefita fruticosa  di tipo Nano-fanerofite (Ch frut/NP).

### Radici
Radice micorrizata.

### Fusto
Il fusto è legnoso, tenace, glabro ad andamento prostrato, molto ramificato e intrecciato per cui a volte la copertura del terreno circostante da parte della nostra pianta è compatta e densa. la calluna cresce fino ad un'altezza di 20–50 cm (raramente fino a 1-1,5 m)

### Foglie

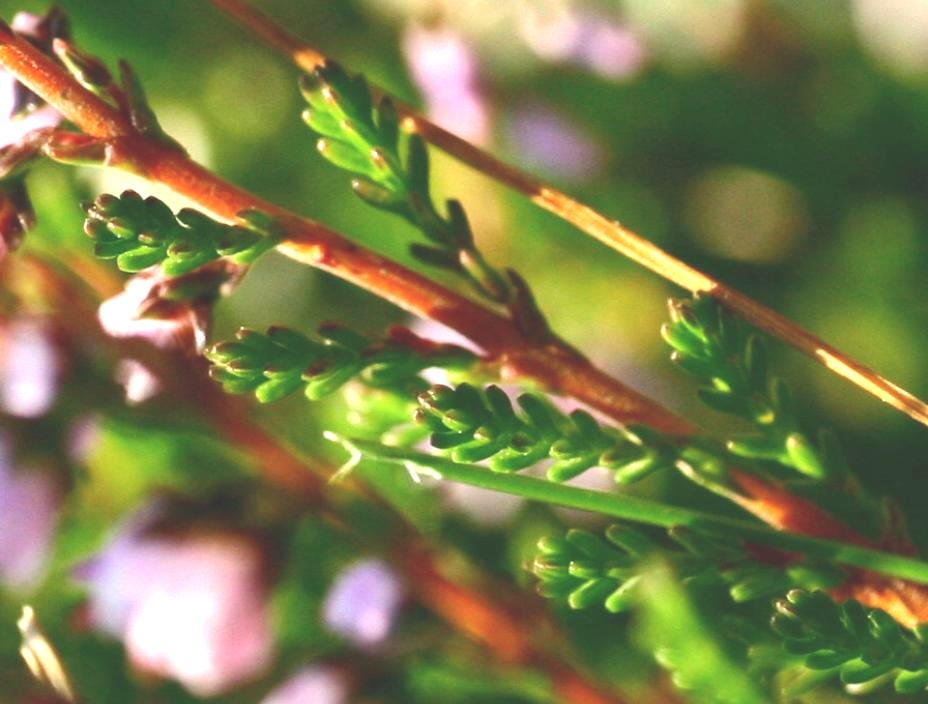
Foglie aghiformi sempreverdi opposte alterne

Le foglie sono squamiformi sempreverdi, opposte e alterne a coppia (ossia ogni coppia si presenta in posizione alterna rispetto alla precedente), densamente embricate in 4 file longitudinali a sezione triangolare e di forma lanceolato-squamiformi. Sono sessili e alla base presentano due piccole orecchiette. Dimensioni: lunghezza 2–3 mm; larghezza 0,7 mm.

### Infiorescenza

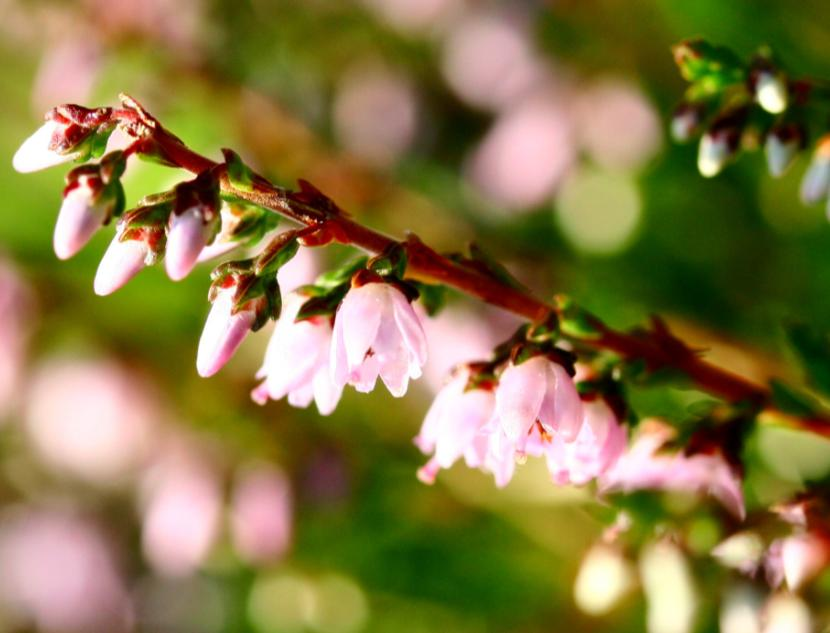
Racemo apicale unilaterale

L'infiorescenza è un racemo apicale unilaterale (i vari fiori sono tutti rivolti dallo stesso lato). Sempre in posizione apicale insieme ai fiori sono presenti alcune foglie (tipo brattee). La spiga florale è lunga dai 20 ai 30 cm.

### Fiori

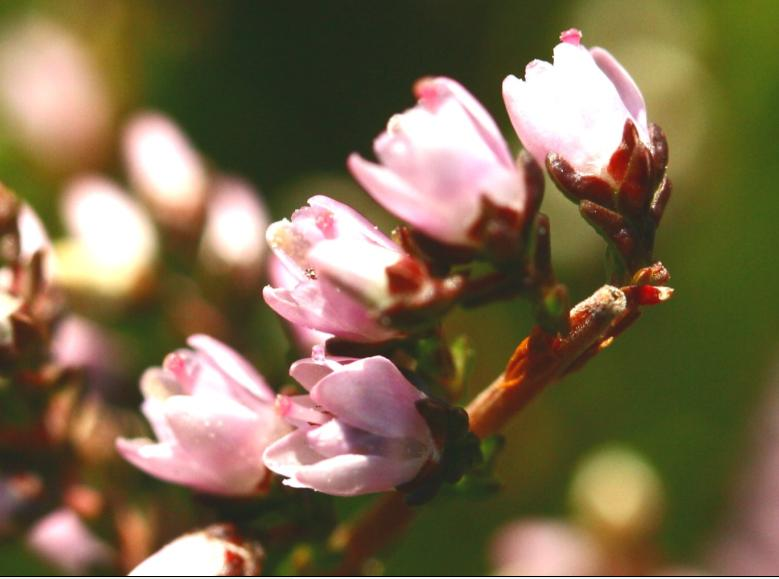
Fiore attinomorfo, tetramero con perianzio persistente

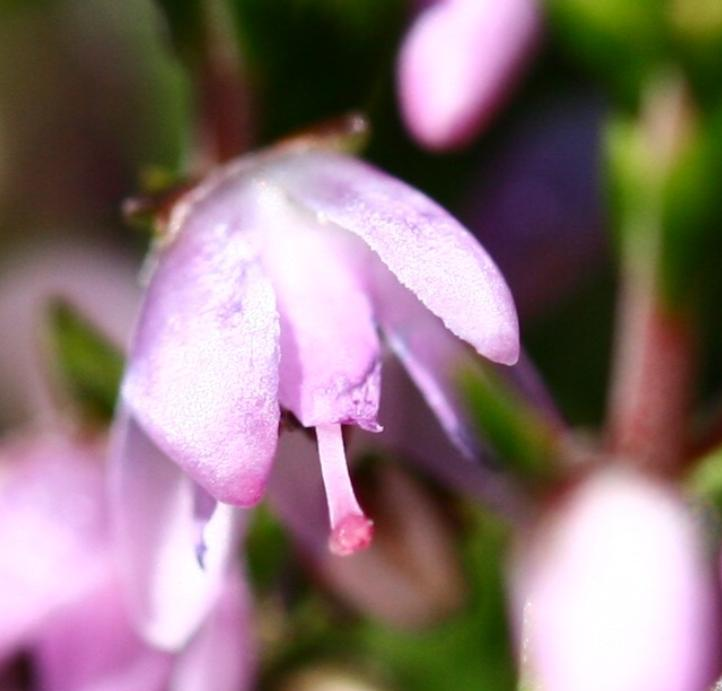
Fiore con lungo stilo sporgente

I fiori sono solitamente di tonalità viola o colore malva ma anche rosei (raramente bianchi) e sono un po' penduli. Alla base dei fiori sono presenti 4 – 8 piccole bratteole lineari (l'insieme è chiamato epicalice). I fiori sono ermafroditi, attinomorfi e tetrameri (corolla e calice quadripartiti).
- Calice: il calice ( gamosepalo) è membranoso (la cui lunghezza e maggiore della corolla) ed è formato da 4 lobi (sepali petaloidei) lunghi 4–6 mm e non saldati interamente. Il colore è lo stesso della corolla.
- Corolla: i petali  sono la metà dei sepali e sono saldati per due terzi. La corolla ( gamopetala)  è campanulata e fuoriesce solo in parte dal calice. Dimensioni: 2–3 mm.
- Androceo: gli stami sono 8 con antere acuminate ( aristate) e due appendici riflesse
- Gineceo: l'ovario è supero con un solo stilo molto lungo che fuoriesce vistosamente dal fiore.
- Fioritura: fiorisce alla fine dell'estate. Ma a quote basse può fiorire fino a novembre.
- Impollinazione: tramite farfalle (anche notturne), api e vento (impollinazione anemofila); quest'ultimo modo di impollinazione è tipico dei primi periodi di fioritura della pianta.

È da notare che il   perianzio (formato dai due primi verticilli del fiore: quello del calice e quello della corolla) è persistente.

### Frutti
Il frutto è una capsula tetraloculare (a 4 loculi) contenente piccoli semi ovoidi (uno per ogni loculo).

## Ecologia
Il brugo tollera il pascolo moderato ed è in grado di ricrescere in seguito a incendi occasionali. È una fonte di nutrimento importante per diversi animali come pecore o cervi, che possono nutrirsi degli apici delle piante quando la neve copre la vegetazione bassa. Le pernici si nutrono di giovani germogli e di semi. Sia l'adulto che la larva del coleottero Lochmaea suturalis se ne nutrono e possono provocare la morte delle piante. Anche le larve di numerose specie di lepidotteri si nutrono sul brugo. È pianta molto visitata dalle api per il polline e il nettare, da cui esse producono un ottimo miele.

## Distribuzione e habitat
Il geoelemento della nostra pianta è Circumbor.-Euroameric (anfiatlantico). Quindi è comune in Europa, in Siberia occidentale, in Asia minore e in America settentrionale nelle zone fredde e temperato/fredde di questi continenti con buone precipitazioni e periodi estivi ristretti.
In Italia è comune nelle regioni alpino-padana; più rara nell'Appennino centrale, fino a Toscana e Umbria. L'areale comprende tutto l'arco alpino e le brughiere ai piedi delle Prealpi lombarde e piemontesi, residualmente fino alle porte di Milano. In Liguria si trova fino al livello del mare. Cresce in terreni acidi ben drenati, in pieno sole o parzialmente in ombra, nei boschi di conifere e torbiere. È una componente comune dell'habitat delle lande, delle brughiere e dei cespuglieti in genere.
Diffusione altitudinale: da 0 a 2500 m s.l.m..
Il brugo è stato introdotto in Nuova Zelanda ed è diventato infestante in alcune aree, ad esempio nel Tongariro National Park, dove la pianta si riproduce in modo smisurato. Per fermare la propagazione del brugo, è stata introdotta la Lochmaea suturalis; i primi tentativi hanno avuto parziale successo.

## Tassonomia
Il genere Calluna si distingue dal genere affine Erica per le foglie più piccole e per la corolla e il calice divisi in quattro parti (tetramero e non pentamero come l'Erica). Spesso comunque viene confusa con le specie di questo genere: infatti la calluna a volte è chiamata anche falsa erica o impropriamente erica selvatica o ancora più impropriamente erica. Spesso viene confusa con l'erica carnea, che è molto simile come portamento, dimensione e colore.

### Specie simili
- Erica carnea L. – Erica carnicina o scopina: i fiori sono molto simili (stesso colore) ma sono pentameri; il calice inoltre è lungo la metà della corolla che è più lunga della nostra pianta. Anche le foglie sono più lunghe (4–13 mm). Frequentano lo stesso habitat.

## Usi

### Farmacia
- Proprietà della pianta: astringente, vasocostrittrice, antisettica delle vie urinarie, diaforetica, antinfiammatoria, antireumatiche.
- Sostanze presenti nella pianta: glucoside arbutina, tannini, acido fumarico, varie sostanze amare, idrochinone arbutasi, leucodelfidina, ericina, eucaliptolo.

Il brugo, nella medicina popolare, viene usato (tramite decotti) nei disturbi alle vie urinarie (cisti e leucorree) in quanto facilita la secrezione urinaria. Ma è usato anche in casi di infiammazioni intestinali (i tannini hanno un buon potere astringente).
Vengono sconsigliate dosi troppo elevate: può causare irritazione.

Esternamente viene usato, sotto forma di lavaggi, per attenuare le infezioni dell'apparato boccale.

### Cucina
Dal brugo, che è una pianta mellifera ed è bottinata dalle api, si produce un miele monoflora molto scuro nelle zone dove la pianta è largamente diffusa, che sono piuttosto limitate in Italia (Alpi piemontesi) ma più estese in Europa settentrionale, America settentrionale e Nuova Zelanda. Il miele prodotto dal brugo è tissotropico: ossia normalmente si presenta sotto forma di gel, ma se sottoposto ad agitazione si fluidifica; torna gelatinoso se lasciato a riposo. Ha una umidità elevata rispetto ad altri mieli.

### Industria
L'industria dalla pianta ricava tannino e coloranti. Inoltre l'artigianato utilizza i fusti legnosi e flessibili per la preparazione di scope.

## Coltivazione
Il brugo è una pianta ornamentale comunemente coltivata nei giardini e a scopo paesaggistico. 
Ci sono diverse cultivar selezionate per il colore dei fiori e del fogliame, e per il loro portamento. Le cultivar hanno fiori di colori diversi che variano dal bianco al rosa e ad una vasta gamma di violetti, comprendendo i rossi. La stagione di fioritura per le diverse cultivar va dalla fine di luglio fino a novembre nell'emisfero settentrionale. Al termine della fioritura i fiori diventano marroni, ma rimangono sulle piante per tutto l'inverno. 

Le cultivar con fogliame ornamentale vengono solitamente selezionate per le foglie dai colori rossastri o dorati. Alcune forme possono essere grigie argentee. Molte delle forme con fogliame ornamentale cambiano colore con l'arrivo del clima invernale, di solito aumentando l'intensità del colore. Altre forme vengono coltivate per il loro fogliame primaverile.
Di seguito elenchiamo alcune cultivar.
- Calluna vulgaris ‘Alba Plena’: presenta fiori doppi di colore bianco.
- Calluna vulgaris ‘August Beauty’: i fusti non sono eretti ma penduli e i fiori sono bianchi.
- Calluna vulgaris ‘Beoley Gold’: i fiori sono biancastri, e le foglie nel periodo invernale diventano di colore dorato-arancio.
- Calluna vulgaris ‘Elsie Purnel’: fiori rosa in doppia fila con foglie verde-grigio.
- Calluna vulgaris ‘Foxii Nana’: il colore dei fiore è sul malva, mentre le foglie si presentano con un verde chiaro brillante.
- Calluna vulgaris ‘Golden Feather’: i fiori sono rosa, mentre il fogliame è giallo vivo.
- Calluna vulgaris ‘J.H. Hamilton': con fiori doppi e di colore rosa salmone.
- Calluna vulgaris ‘Silver King’: i fiori variano dal rosa alla malva; le foglie sono grigio-verdi.
- Calluna vulgaris ‘Sunset’: questa cultivar è apprezzata soprattutto per il fogliame assai decorativo che assume un colore dal giallo oro al rosso vivo nel periodo invernale.

## Riferimenti nella cultura
Il brugo è uno dei fiori nazionali della Scozia, il secondo dopo il cardo. È anche il fiore nazionale della Norvegia. Il suo nome inglese, Heather, è usato come nome proprio femminile.

## Galleria d'immagini

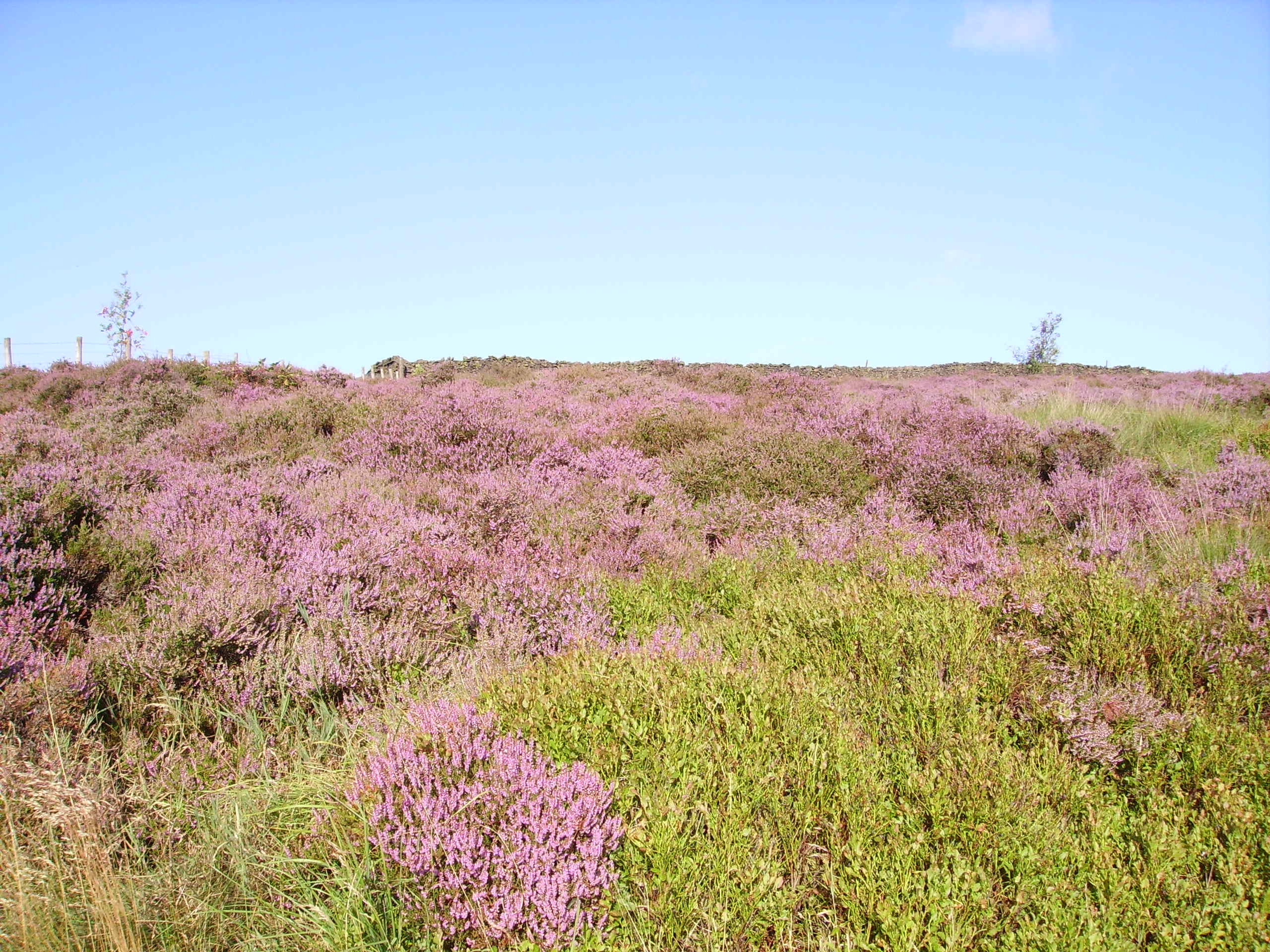
Fioritura di brughi nello Yorkshire
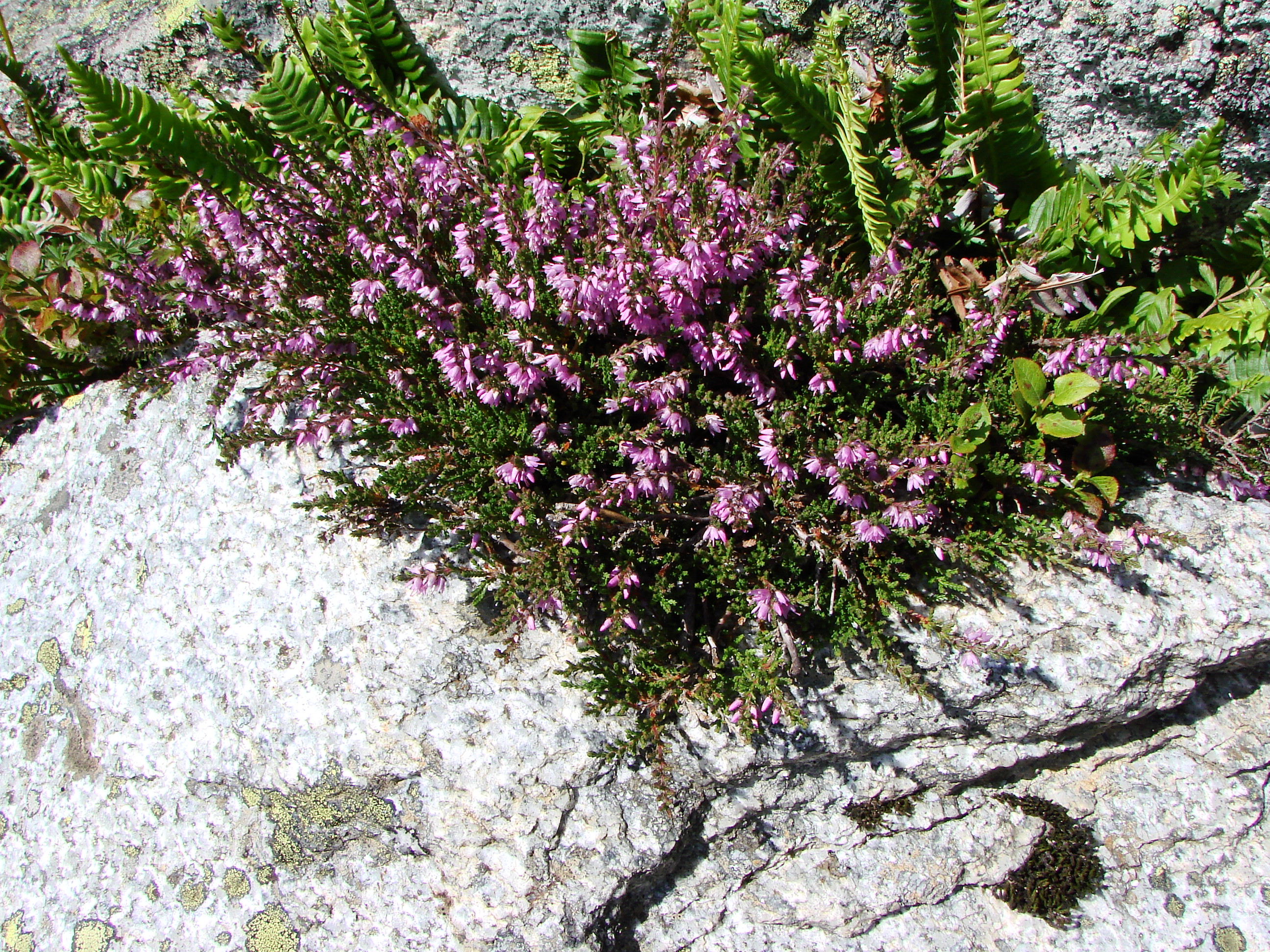
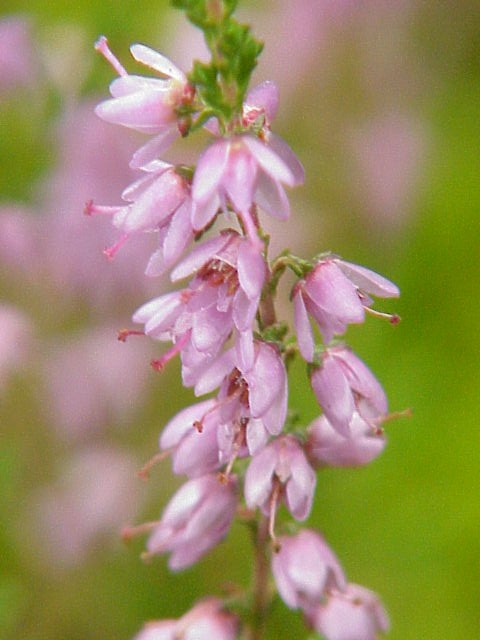
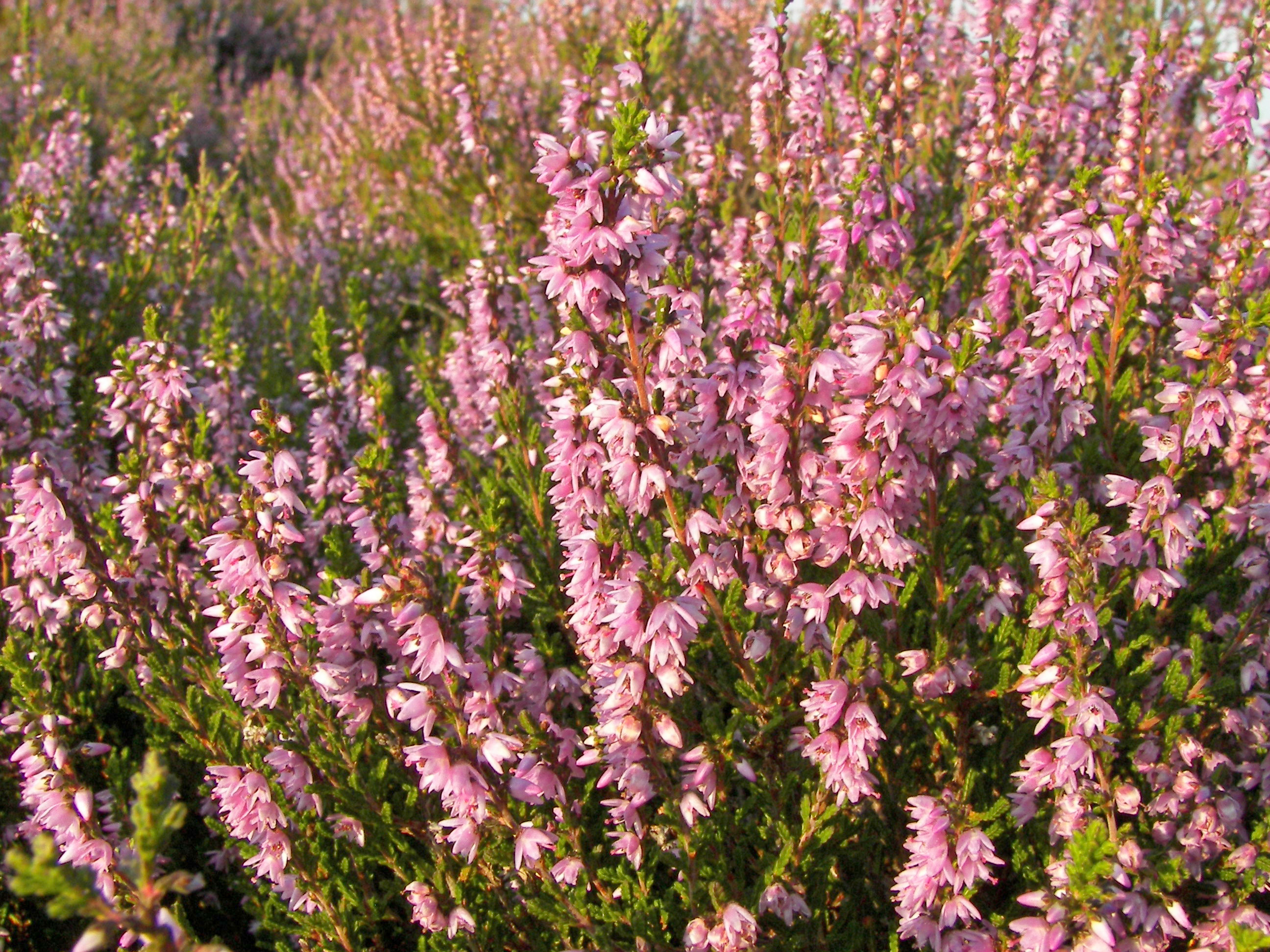
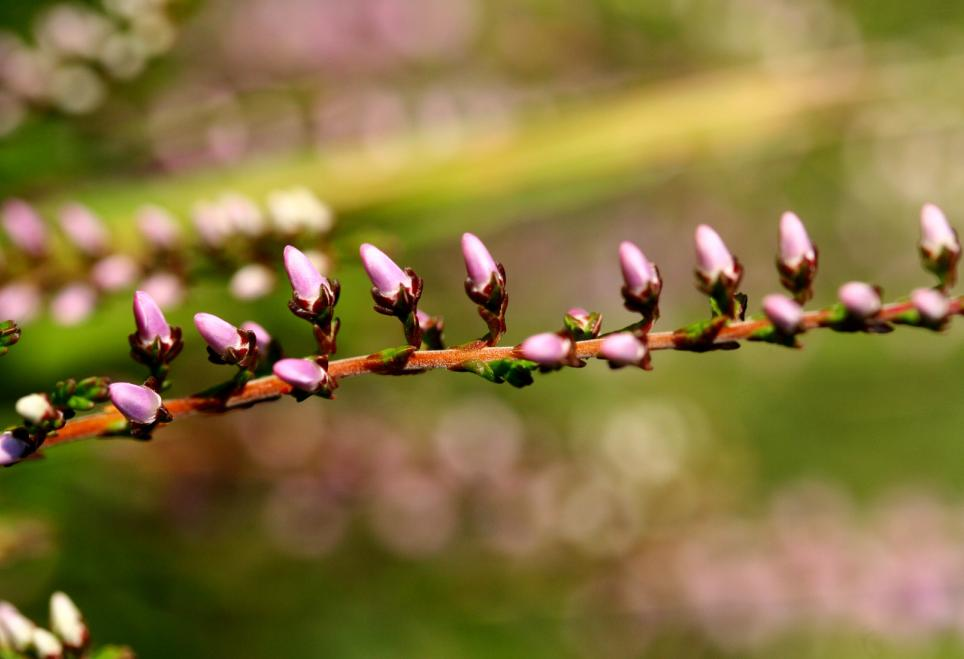
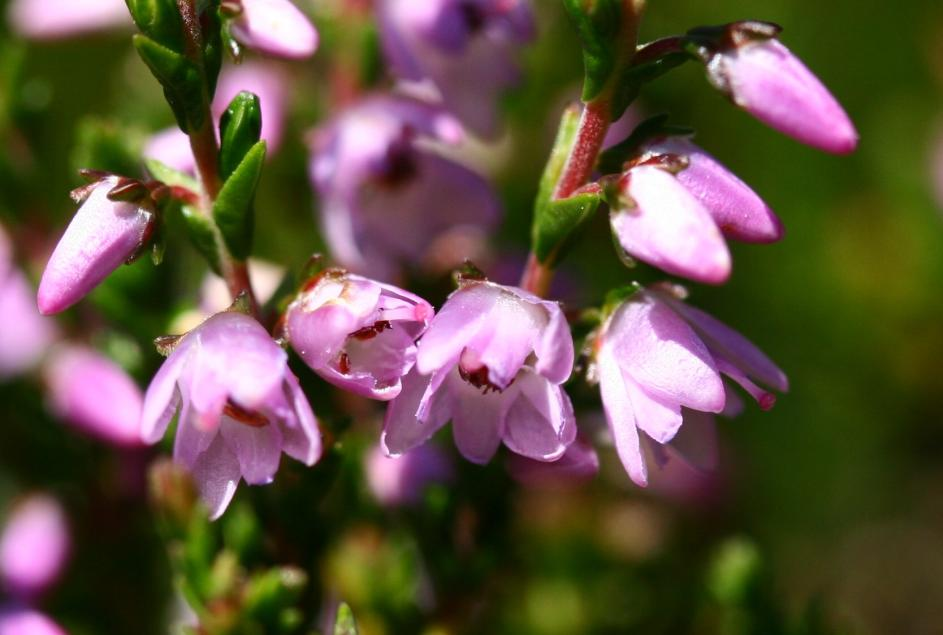